# Phrixgnathus erigone
Phrixgnathus erigone är en snäckart som först beskrevs av Gray 1850.  Phrixgnathus erigone ingår i släktet Phrixgnathus och familjen punktsnäckor. Inga underarter finns listade i Catalogue of Life.